# Mara Cantoni
Mara Cantoni (Milano, 1951) è una regista, cantautrice, saggista, traduttrice e artista italiana.

## Biografia
Nasce a Milano da famiglia ebraica italiana, figlia del medico Marcello Cantoni (distintosi nella cura degli ebrei perseguitati) e di Mirella Ascoli. Studia alla scuola della comunità israelitica fino alla maturità classica e alla facoltà di filosofia presso l'Università Statale di Milano. Studia musica con Liliana Renzi e danza con Carla Strauss, Ben Johnson e Wendy Lynton.

### La scrittura e la canzone
Come traduttrice lavora per il Saggiatore (Autoritratto a settant'anni, Simone de Beauvoir interroga Sartre sul femminismo, L'universale singolare). 
Pubblica analisi di classici della musica (Carmen, 1984, Pelléas et Mélisande, 1986 - Teatro alla Scala/Mondadori), i saggi Norma - come nasce uno spettacolo (1979) e Wagner - mito, racconto, musica (1982), sui rispettivi allestimenti di Luca Ronconi, il libro per l'infanzia Lohengrin (1979), con la pittrice e scenografa Maria Antonietta Gambaro (Emme Edizioni) e poi Le Papiéroplane, con il pittore Fulvio Testa (Nord-Sud, 1981).
Milita nel Gruppo Folk Internazionale fino al 1974 e continua poi l'attività di cantautrice solista. Scrive testi di canzoni (Petit poème, CD Little Poems di Arrigo Cappelletti, 2001). Per Milva scrive brani originali e testi su musica di Mikīs Theodōrakīs e di Vangelis. Nel 2012 è autrice, compositrice e interprete del CD Elles sont venues pour dire.

### L'opera lirica
Tra il 1977 e il 1979 è assistente alla regia nell'ambito dell'opera lirica, collaborando con Gianfranco De Bosio, Liliana Cavani e gli scenografi Gambaro, Frigerio, Luzzati.
I primi spettacoli che firma sono Manon (1979), Balletti del Novecento e Tane (1982).
Dal 1983 al 1986 collabora con il Teatro alla Scala.

### Teatro e installazioni artistiche
Nel 1987 crea lo spettacolo Dalla sabbia dal Tempo per il Festival Internazionale di Cultura Ebraica del Salone Pier Lombardo di Milano, interpretato da Moni Ovadia, col quale realizza poi una serie di trasmissioni radiofoniche (Note spettinate, RadioDue, 1994) e altri due spettacoli: Dybbuk (1995), e Ballata di fine millennio (1996), per il Festival Brecht del Piccolo Teatro di Milano.
Con i fotografi Silvia Lelli e Roberto Masotti e il compositore Luigi Ceccarelli realizza l'installazione Bianco Nero Piano Forte, della quale firma i testi in prosa e in versi e, con gli altri autori, l'elaborazione video (Ravenna Festival 2009). Del 2000 è il cortometraggio Parquet (il Giovedì) (2000, 35') dedicato ai "Giovedì" dell'avvocato e commediografo Augusto Bianchi.
Tra il 2007 e il 2010 realizza ed espone opere a carattere figurativo: poesia visiva, libri d'arte, installazioni (Edizioni Pulcinoelefante, Galleria d'Arte Derbylius, Galleria Daniela Rallo, Politecnico di Milano).